# Comezzano-Cizzago
Comezzano-Cizzago – miejscowość i gmina we Włoszech, w regionie Lombardia, w prowincji Brescia.
Według danych na rok 2004 gminę zamieszkiwało 2705 osób, 180,3 os./km².